# Pseudanophthalmus jonesi
Pseudanophthalmus jonesi är en skalbaggsart som beskrevs av Valentine. Pseudanophthalmus jonesi ingår i släktet Pseudanophthalmus och familjen jordlöpare. Inga underarter finns listade i Catalogue of Life.